# Sölvesborgs (đô thị)
Sölvesborg (Sölvesborgs kommun) là một đô thị thuộc hạt Blekinge phía nam Thụy Điển. Đô thị này giáp Bromölla (đô thị), Olofström (đô thị) và Karlshamn (đô thị). Tại trấn Sölvesborg là thủ phủ đô thị này.
Đô thị hiện nay đã được lập năm 1971 khi thành phố Sölvesborg được hợp nhất với các đô thị nông nghiệp Gammalstorp và Mjällby.

## Các địa phương
Có 10 khu vực thành thị ở đô thị Sölvesborg.
Bảng dưới đây liệt kê theo quy mô dân số, thời điểm 31-12-2005.
| #  | Địa phương | Dân số |
| -- | ---------- | ------ |
| 1  | Sölvesborg | 7.883  |
| 2  | Mjällby    | 1.272  |
| 3  | Hällevik   | 776    |
| 3  | Hörvik     | 776    |
| 5  | Norje      | 674    |
| 6  | Nogersund  | 532    |
| 7  | Pukavik    | 283    |
| 8  | Lörby      | 243    |
| 9  | Ysane      | 212    |
| 10 | Valjeviken | 211    |

Một khu vực nhỏ của Valje nằm ở đô thị này còn phần lớn Valje thuộc Bromölla (đô thị).